# Shards of Honor
Shards of Honor is een Amerikaanse (dus Engelstalige) sciencefictionroman, geschreven door Lois McMaster Bujold en in 1986 uitgegeven door Baen Books. Het boek maakt onderdeel uit van de Vorkosigan Saga en is het eerst geschreven boek in die reeks en wat betreft interne chronologie de eerste volledige roman in de reeks.

## Verhaallijn
Het is het verhaal van Cordelia Naismith, een niet meer heel jonge kapitein van een exploratie-sterreschip van een technisch geavanceerde en zeer egalitaire planeet, die onverhoeds samengeworpen wordt met Aral Vorkosigan, ook kapitein van een schip, maar nog een stuk ouder en afkomstig van de relatief achterlijke planeet Barrayar, een feodaal keizerrijk. Ze brengen samen dagen door terwijl ze te voet over een onbewoonde planeet trekken. Na onnavolgbare ontwikkelingen gaat elk terug naar de eigen planeet.
Later valt Barrayar een naburige planeet aan. Cordelia wordt kapitein van een afleidingsmanoeuvre en wordt gevangen genomen. Ze wordt naar het vlaggeschip gebracht waar ze Vorkosigan weer treft, die met een geheime opdracht aan boord is. Hij weet Cordelia tijdelijk te verbergen totdat de aanval catastrofaal mislukt en Vorkosigan plots het commando krijgt en het restant van de Barrayaanse vloot terugtrekt. Ook Cordelia mag terug naar huis maar wordt ervan verdacht gehersenspoeld te zijn. Uiteindelijk besluit ze te ontsnappen naar Barrayar; daar trouwt ze met Vorkosigan en bereidt zich voor op een heel nieuw leven, dat dan toch weer anders loopt dan ze verwachtte.

## Ontvangst

### Recensies
In 1996 schreef Christian Weisgerber: "Het verrijkt de standaard spaceopera met een overvloed aan intriges, trammelant en verraad, maar ook met Bujolds milde humor, goede karakterisatie en een liefdesgeschiedenis tussen de twee protagonisten. Shards of Honor is een buitengewoon leesbaar boek, maar mist originaliteit."
Thomas M. Wagner bleef, schrijvend voor SF Reviews in 2004, haken achter de plausibiliteit van sommige plotwendingen in het verhaal, maar concludeerde: "Shards of Honor is, alles bij elkaar genomen een mooi debuut voor Bujold en een goede space opera".
In 2009 schreef Jo Walton dat Shards of Honor "niet minder op een standaard eerste boek uit een serie kon lijken dan het deed" omdat het plaatsvindt voor de hoofdpersoon van de Saga zelfs maar geboren is. Ze gaf hoog op van de "emotionele diepgang" en de "diepe ethische dilemma's" die Bujold in het verhaal verwerkt. De protagonist, Cordelia, "greep me bij de eerste lezing en elke daaropvolgende lezing."

### Vertalingen
- 1993, Duits, Scherben der Ehre, ISBN 3-453-07744-X vertaald door Michael Morgental[4]
- 1994, Frans, Cordelia Vorkosigan, ISBN 2-277-23687-X, vertaald door Michel Deutsch[4]
- 1995, Russisch, Oskolki chesti, ISBN 5-88196-478-0 vertaald door T Cherezova
- 1996, Italiaans, L'onore dei Vor, ISBN 88-429-0887-8, vertaling door Gianluigi Zuddas[4]
- 1996, Pools, Strzepy Honoru, ISBN 83-86669-72-1[4]
- 1997, Japaans, Meiyo no Kakera, ISBN 4-488-69806-9, vertaald door Ayako Ogiso.[4]
- 1997, Bulgaars, Za chesta na Vor, ISBN 954-585-000-4 (niet geldig), vertaald door Nikolai Vasilev[4]
- 1998, Hebreeuws, Resisim Shel Kavod, ISBN 3-12955 (niet geldig), vertaald door Boaz Weiss[4]
- 2002, Kroatisch, Krhotine casti, ISBN 953-220-039-8, vertaald door Dubravka Petrovic[4]
- 2003, Spaans, Fragmentos de Honor, ISBN 84-666-1100-2, vertaling door Rafael Marín[4]

## Gerelateerd werk
Shards of Honor was in eerste opzet deel van een werk dat langer was en dat als werktitel Mirrors had. De rest van het verhaal verscheen uiteindelijk als het korte verhaal Aftermaths en werd vervolgd in de Hugo Award winnende roman De Planeet Barrayar. Deze drie verhalen werden later samen gepubliceerd als de omnibus Cordelia's Honor.